# 33 Волопаса
33 Волопаса (лат. 33 Boötis, HD 129002) — двойная звезда в созвездии Волопаса на расстоянии приблизительно 188 световых лет (около 57,5 парсеков) от Солнца. Видимая звёздная величина звезды — +5,387m. Возраст звезды определён как около 220 млн лет.

## Характеристики
Первый компонент — белая звезда спектрального класса A1V, или A0V, или A0. Масса — около 2,2 солнечных, радиус — около 1,839 солнечного, светимость — около 24,638 солнечных. Эффективная температура — около 9362 K.
Второй компонент — коричневый карлик. Масса — около 19,17 юпитерианских. Удалён на 1,945 а.е..